# 다지마촌 (시즈오카현)
다지마촌(일본어: 対島村)은 일본 시즈오카현의 동부, 가모군·다가타군에 속해있던 촌이다. 현재의 이토시 남부에 해당한다.

## 역사
- 1889년 4월 1일 - 정촌제 시행에 의해 가모군 다지마촌이 성립하였다.
- 1896년 4월 1일 - 군 개편에 의해 다가타군에 속하게 되었다.
- 1955년 4월 1일 - 우사미촌과 함께 이토시에 편입해, 동일 다지마촌은 폐지되었다.

## 교통

### 철도
현재는 이즈 급행선 토미토역, 조가사키해안역, 이즈코겐역이 있지만, 당시에는 미개업 상태였다. 

## 참고 문헌
- 角川日本地名大辞典編纂委員会,『角川日本地名大辞典 22 静岡県』, 角川書店, 1978年, ISBN 4040012208